# Prasica debela
Prasica debela (izvirni angleški naslov Fat Pig) je komedija Neila LeButa, ki je bila krstno predvajana leta 2004. 
V slovenščino jo je prevedla Tina Mahkota. 19. januarja 2006 je bila prvič odigrana v Sloveniji in sicer v izvedbi Mestnega gledališča ljubljanskega; glavne vloge so odigrali Gaber K. Trseglav, Ana Facchini, Iva Krajnc in Uroš Smolej.